# Совјетска монтажа
Совјетска теорија монтаже је приступ разумевању и стварању биоскопа који се у великој мери ослања на монтажу. То је главни допринос совјетских теоретичара филма глобалној кинематографији и донео је формализам у филмско стваралаштво.
Иако се совјетски филмски ствараоци двадесетих година 20. века нису слагали око тога како тачно гледати монтажу, Сергеј Ајзенштајн је у „Дијалектичком приступу филмској форми“ истакао да је монтажа „нерв кинематографије“ и да „одређује природу монтаже је решавање специфичног проблема филма“. Његов утицај је далекосежан у комерцијалном, академском и политичком смислу. 
Алфред Хичкок наводи монтажу (и посредну монтажу) као ослонац вредног снимања филмова. У ствари, монтажа је демонстрирана у већини наративних играних филмова доступних данас. Постсовјетске филмске теорије су се у великој мери ослањале на монтажно преусмеравање филмске анализе ка језику, дословној граматици филма. Семиотичко разумевање филма, на пример, дугује и у супротности је са безобзирном транспозицијом језика Сергеја Ајзенштајна „на начине који су потпуно нови“.
Док је неколико совјетских филмских стваралаца, као што су Лев Кулешов, Џига Вертов, Есфир Шуб и Всеволод Пудовкин је изнело објашњења шта чини ефекат монтаже, Ајзенштајново гледиште да је „монтажа идеја која произилази из судара независних кадрова“ при чему се „сваки секвенцијални елемент не перципира не поред другог, већ изнад другог“ је најшире прихваћено.
Производња филмова — како и под којим условима се праве — била је од пресудног значаја за совјетско руководство и филмске ствараоце. Филмови који су се фокусирали на појединце, а не на масе, сматрани су контрареволуционарним, али не искључиво. Колективизација филмског стваралаштва била је централна за програмско остварење комунистичке државе. Кино-око је створио филмски колектив који је тражио разградњу буржоаских схватања уметности изнад потреба народа. Рад, покрет, машинерија живота и свакодневица совјетских грађана спојили су се у садржај, форму и продуктиван карактер Кино-око репертоара.
Највећи део утицаја, почевши од Октобарске револуције 1917. до касних 1950-их (често се назива Стаљиновом ером), довео је филмски језик у први план и обезбедио основу за савремену монтажу и документарне технике, као и дајући полазну тачку за напредније теорије.